# Почтовые индексы в Нидерландах

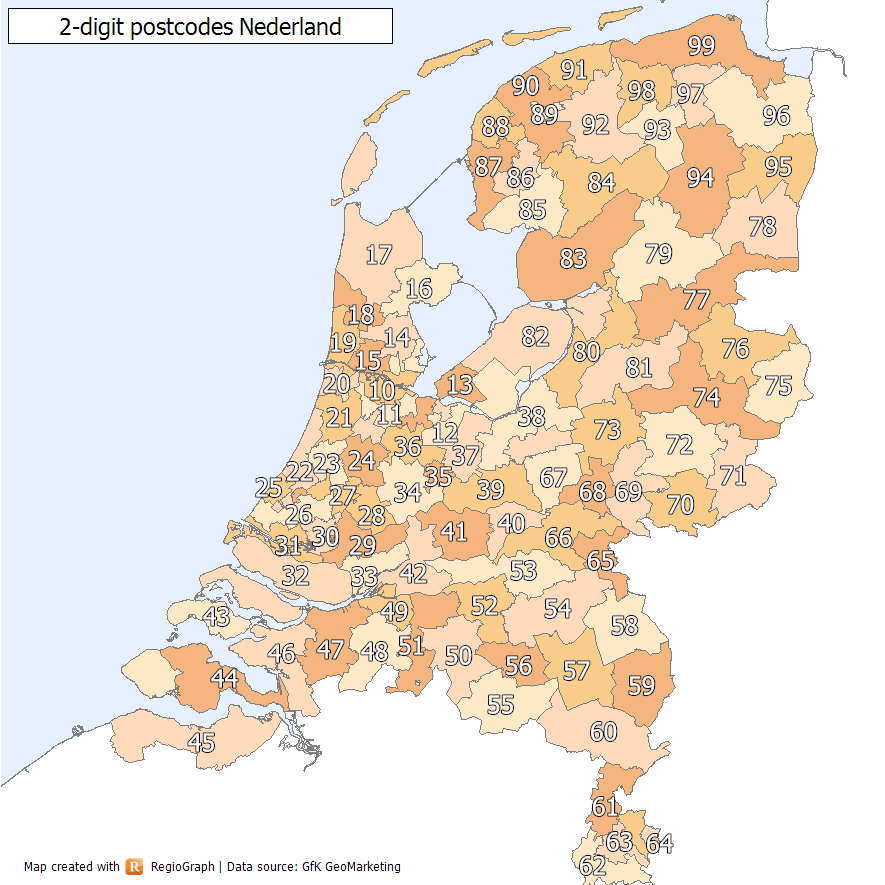
Карта деления территории Нидерландов на зоны по первым двум цифрам почтового индекса

Почтовые индексы в Нидерландах — буквенно-цифровые почтовые коды, используемые в Нидерландах и состоящие из четырёх цифр, за которыми следуют две заглавные буквы латиницей.

## Описание
В почтовых индексах Нидерландов буквы «F», «I», «O», «Q», «U» и «Y» первоначально не использовались по техническим причинам, но в связи с тем, что почти все имевшиеся комбинации в настоящее время использованы, с 2005 года эти буквы разрешено использовать для новых населённых пунктов.
Комбинации букв «SS», «SD» и «SA» не используются по историческим причинам.
Первые две цифры индекса обозначают город и регион, остальные две цифры и две буквы обозначают диапазон номеров домов, как правило, на той же улице. Следовательно, почтовый адрес уникально определён почтовым индексом и номером дома. В среднем, почтовый индекс Нидерландов включает восемь единичных адресов.
При адресовании корреспонденции в Нидерланды из других стран к почтовому индексу может добавляться префикс «NL», например:
Stadsregio Amsterdam

Postbus 626

NL-1000 AP Amsterdam